# Roberto Fassina
Roberto Fassina (Cortina d'Ampezzo, 14 agosto 1952 – Cortina d'Ampezzo, 21 gennaio 2023) è stato un giocatore di curling e copilota di rally italiano.
Atleta del Curling Club 66 Cortina ed ex componente del Ford Rally Team.

## Curling

### Nazionale
Il suo esordio con la nazionale italiana senior di curling è stato il campionato mondiale senior del 2005, disputato a Greenacres, in Scozia: in quell'occasione l'Italia si piazzò al 13º posto.
Nel 2010 entra nella formazione della nazionale misti con cui ha partecipato ad un campionato europeo misti.
In totale Roberto vanta 10 presenze in azzurro. Il miglior risultato dell'atleta è il 13º posto ottenuto ai campionati mondiali senior del 2005 disputati a Greenacres, in Scozia.
CAMPIONATI
Nazionale misti: 1 partita
- Europei misti
  - 2010 Greenacres ( Scozia) 21º

Nazionale senior: 9 partite
- mondiale senior
  - 2005 Greenacres ( Scozia) 13º

### Campionati italiani
Roberto ha preso parte ai campionati italiani di curling dal 1973 in poi, inizialmente con il Curling Club 66 Cortina poi con il Curling Club Tofane ed è stato due volte campione d'Italia:
- Italiani assoluti:
  - 1979 
  - 1980
- Italiani master:
  - 2005  con Dino Zardini, Enrico Alberti, Valerio Constantini e Angelo Pezzin
- Italiani misti
  - 2005 
  - 2010  con Diana Gaspari, Malko Tondella, Sonia Dibona, Marcello Pachner e Chiara Olivieri (CC Tofane)
  - 2011
- Italiani doppio misto
  - 2009  con Sonia Dibona

## Automobilismo
Roberto partecipa a una sessantina di competizioni automobilistiche di rally tra gli anni settanta e ottanta, sia come pilota sia come navigatore. Nel 1980 fa parte della squadra ufficiale del Ford Rally Team.
In totale Fassina vanta tre vittorie assolute:
- 1980 Giro dell'Umbria, in Italia.
- 1981 Rally Saturnus, in Jugoslavia. (Gara valida per il campionato europeo di rally)[2]
- 1987 Rally città di Venezia, in Italia.

Ha ottenuto inoltre vittorie di gruppo e di classe.

## Altro
Roberto è un commerciante di Cortina d'Ampezzo, ed è padre del giocatore di curling Guido Fassina.